# 千葉市立蘇我中学校
千葉市立蘇我中学校（ちばしりつそがちゅうがっこう）は、千葉市中央区に存在する市立中学校。
2022年現在897名の生徒が在籍し、学級数は25学級(1年：8学級、2年：8学級、3年：8学級、特支：1学級)に上る大規模校であり、千葉市内で最も生徒数の多い中学校となっている。なお、2番目に花園中学校、3番目に小中台中学校が続いている。
JRC(青少年赤十字)加盟校。略称は「蘇我中」。また、令和4年で創立70周年を迎えた。
創立70周年に伴い、 千葉県文化会館 で記念式典を行った。

## 沿革
- 1952年（昭和27年） - 開校(光荘仮校舎、旧蘇我小学校教室使用)
- 1955年（昭和30年） - JRC（青少年赤十字）加盟
- 1956年（昭和31年） - 校歌制定
- 1961年（昭和36年） - 現在地に校舎等落成、千葉市立松ヶ丘中学校と分離
- 1963年（昭和38年） - 特殊教育部門で読売教育賞を受賞
- 1967年（昭和42年） - 視聴覚教育全国合同大会(数学科・音楽科)開催
- 1970年（昭和45年） - 読売教育優秀賞受賞
- 1971年（昭和46年） - 毎日新聞視聴覚教育振興賞受賞
- 1975年（昭和51年） - JRC永年功労学校賞受賞
- 1978年（昭和53年） - 後援会設立
- 1981年（昭和56年） - 校舎鉄筋化工事完成
- 1985年（昭和60年） - 松下視聴覚教育研究助成指定
- 1987年（昭和62年） - ソニー理科教育資金優良校指定
- 1988年（昭和63年） - 日本赤十字社金色有功章受章・日本視聴覚教育協会学校教育奨励賞受賞
- 1992年（平成4年） - 中学校進路指導総合改善事業指定校に指定
- 1992年（平成4年） - JRC国際交流派遣（ネパール）
- 1995年（平成7年） - ソニー理科教育資金優良校指定
- 1998年（平成10年） - スクールカウンセラー活用調査研究指定校に指定
- 1999年（平成11年） - ボランティア教育推進校指定
- 2000年（平成12年） - 地域ぐるみ教育推進校指定
- 2007年（平成19年） - JRC国際派遣（フィリピン）
- 2008年（平成20年） - JRC国際派遣（カンボジア）
- 2009年（平成21年） - JRC国内交流派遣（福井県）
- 2012年（平成24年） - 創立60周年記念式典
- 2022年（令和4年）  - 創立70周年記念式典

## 校訓
- 豊かな心、確かな学力、逞しい体力

## 教育目標
1. 基調： 教育基本法，学校教育法に則って全人教育をする。
2. 目標： 人間尊重の精神を基調に、徳・知・体の調和のとれた豊かな人間性を持つ生徒の育成
3. 3つの柱と目指す生徒像
  - 豊かな心
  - 確かな学力
  - 逞しい体力

## 学校行事
- 4月：入学式・新入生歓迎会
- 5月：生徒総会 ・JRC加盟式
- 6月：体育祭・1学年校外学習・3学年修学旅行
- 7月：部活動壮行会
- 9月：蘇我中まつり
- 10月：生徒会役員選挙・合唱発表会
- 11月：2学年職場体験学習（新型コロナのため中止）
- 12月：生徒集会
- 1月：小中交流会（新型コロナのため中止）・2学年自然教室
- 2月：小中交流会（新型コロナのため中止）
- 3月：卒業を祝う会 ・卒業証書授与式

## 生徒会活動
- 生徒会本部…主に学校の委員会・意見の集約を行う
- JRC委員会…主にJRC活動の振興を行う
- 整美委員会…主に学校施設の美化に関する業務を行う
- 規律委員会…主に校内風紀の是正を行う
- 図書委員会…主に学校図書館の管理・運営を行い朝読書の時間に読書開始&終了の呼びかけを行う
- 掲示委員会…主に校内の掲示物の管理を行う
- 保健委員会…主に校内の衛生管理を行う
- 学習委員会…主に校内の学習・教材に関する業務を行う
- 放送委員会…主に校内の視聴覚機器の管理・運用を行う
- 給食委員会…主に学校給食に関する業務を行う

## 部活動
運動系・文化系部活動が合わせて23あり、部活動が非常に盛んである。
例年、多くの部活動が全国大会・関東大会・県大会に出場し、好成績を残している。
運動系
| - 野球 - サッカー - 陸上 - ソフトボール - テニス - 水泳 - 新体操 - 卓球 - バドミントン - 男子バスケットボール - 女子バスケットボール - 男子バレーボール - 女子バレーボール - 柔道 - 剣道 | 文化系 - 演劇 - コンピュータ - 吹奏楽 - 美術 - 文芸 - 科学 - 料理研究 - 手芸 |

## アクセス
JR利用の場合、JR蘇我駅下車 徒歩約11分。
JR千葉駅よりバス利用の場合、JR千葉駅東口3番乗り場 「明徳学園」行き等にて「蘇我中下」下車 徒歩2分。

## 著名な出身者
- 佐藤祥 （サッカー選手、水戸ホーリーホック所属）
- 新明龍太 （サッカー選手）
- 古川昌明 （元サッカー選手、鹿島アントラーズGKコーチ）
- 永井俊太 （元サッカー選手、柏レイソル強化本部スタッフ）
- 粟生隆寛（プロボクサー。元WBC世界スーパーフェザー級王者、元WBC世界フェザー級王者)
- 蘇我英樹（キックボクサー。WKBA世界スーパーフェザー級王者）
- 永島敏行 （俳優）
- 竹原ピストル（ミュージシャン）

## 学区
- 蘇我小学校（蘇我町、若草町、今井町）
- 宮崎小学校（宮崎町、南町、千葉町）
- 大森小学校（大森町）
- 大巌寺小学校（大巌寺町）